# Shebitqo
Shebitqo, o anche Shebitku, (... – 690 a.C.) è stato un faraone della XXV dinastia egizia.

## Biografia
Figlio di Shabataka, insieme al suo successore Taharqa, visse una fase di massimo splendore e potere.

Nei suoi, circa, dodici anni di regno (Sesto Africano gliene attribuisce quattordici, Eusebio di Cesarea dodici mentre la data più alta attestata a livello archeologico è il 3° anni di regno) governò quasi tutto l'Egitto ad esclusione di alcuni principati autonomi della regione del delta del Nilo. 

Durante il suo regno l'Egitto riprese ad avere un ruolo nella politica internazionale del Medio Oriente. Per tentare di contrastare la pressione espansionistica assira l'Egitto entrò a far parte, ancora una volta, della coalizione tra i regni di Giuda e di Israele e le città di Ascalon e Sidone.

L'esercito della coalizione, rafforzato da un contingente egizio al comando del fratello del sovrano, Taharqa, venne sconfitto da Sennacherib ad Ashdod e, solo una rivolta in Babilonia, prima, ed un'epidemia, dopo, impedirono al sovrano assiro di attaccare direttamente l'Egitto.
In politica interna Shebitko cercò di rafforzare il potere regio esautorando i vari principi locali, minandone il potere attraverso l'incameramento dei loro beni.

Tracce dell'attività edilizia di Shebitko sono reperibili a Tebe (cappella del lago sacro e rilievi a Luxor), a Menfi e nell'oasi di Kawa.

La notizia, riportata da Manetone (e giuntaci attraverso i suoi epitomatori) che il sovrano sarebbe stato assassinato dal fratello Taharqa sembra essere priva di conferme in quanto Shebitko fu sepolto nella necropoli reale (piramide 18) di el-Khurru proprio dal fratello e successore.
| Nome Horo               | nomen     | Sesto Africano | Eusebio di Cesarea | Altri nomi |
| Ka-nekhet heka-im-uaset | Shabataka | Sebicos        | Sebicos            | Shebiku    |

## Titolatura
| G5 |

| G5 |

| E2 · D40 | N28 | G17 | R19 | X1 · O49 |

| E2 · D40 | N28 | G17 | R19 | X1 · O49 |

| E2 · D40 | N28 | G17 | R19 | X1 · O49 |

| E2 · D40 | N28 | G17 | R19 | X1 · O49 |

| E2 · D40 | N28 | G17 | R19 | X1 · O49 |

| E2 · D40 | N28 | G17 | R19 | X1 · O49 |

| E2 · D40 | N28 | G17 | R19 | X1 · O49 |

| E2 · D40 | N28 | G17 | R19 | X1 · O49 |

| G16 |

| G16 |

|  |

| G8 |

| G8 |

|  |

| M23 · X1 | L2 · X1 |

| M23 · X1 | L2 · X1 |

| N5 | R11 | D28 · D28 | D28 |

| N5 | R11 | D28 · D28 | D28 |

| N5 | R11 | D28 · D28 | D28 |

| N5 | R11 | D28 · D28 | D28 |

| N5 | R11 | D28 · D28 | D28 |

| N5 | R11 | D28 · D28 | D28 |

| N5 | R11 | D28 · D28 | D28 |

| N5 | R11 | D28 · D28 | D28 |

| G39 | N5 |

| G39 | N5 |

| i | mn · n · U7 | M8 | E10 | N17 · D28 |

| i | mn · n · U7 | M8 | E10 | N17 · D28 |

| i | mn · n · U7 | M8 | E10 | N17 · D28 |

| i | mn · n · U7 | M8 | E10 | N17 · D28 |

| i | mn · n · U7 | M8 | E10 | N17 · D28 |

| i | mn · n · U7 | M8 | E10 | N17 · D28 |

| i | mn · n · U7 | M8 | E10 | N17 · D28 |

| i | mn · n · U7 | M8 | E10 | N17 · D28 |